# Eugene Sensenig
Eugene Richard Sensenig-Dabbous (auch Gene R. Sensenig, * 17. Februar 1956 in Harrisonburg, Virginia, USA) ist ein österreichisch-amerikanischer Historiker und Politikwissenschaftler.

## Leben
Sensenig studierte englische und deutsche Literatur, Politikwissenschaften, und Geschichte in den Vereinigten Staaten (Franklin & Marshall College, Goshen College) und Österreich. 1984 und 1985 erhielt er den Master beziehungsweise einen Doktor in Philosophie von der Paris-Lodron-Universität Salzburg. Er arbeitete am Ludwig-Boltzmann-Institut für Laborgeschichte und am Gender Link Diversity Zentrum, beide in Salzburg, Österreich, bevor er 1999 in den Libanon zog, wo er Politikwissenschaften unterrichtete. Im Libanon ist er Forschungsmitarbeiter am Emigrationsforschungszentrum und zivilgesellschaftlicher Aktivist in den Bereichen Wahlreform, fair trade und volle Bürgerrechte für Frauen.

## Veröffentlichungen (Auswahl)
- Gene R. Sensenig: Österreichisch-amerikanische Gewerkschaftsbeziehungen 1945 bis 1950. Pahl-Rugenstein Verlag, Köln 1987, ISBN 3-7609-5197-X, zugleich: Dissertation, Universität Salzburg, 1986
- Eugene Sensenig: Fremdarbeiter beim Bau der Dr. Todtbrücke in der Gauhauptstadt Salzburg. In: R. G. Ardelt und H. Hautmann (Hrsg.): Arbeiterschaft und Nationalsozialismus in Österreich. Europa Verlag, Wien 1990.
- Eugene Sensenig und W. Pichler: Bergbau in Südtirol. Von der Alttiroler Bergbautradition zur modernen italienischen Montanindustrie. Eine Sozialgeschichte. Verlag Grauwerte, Salzburg 1990.
- Eugène Richard Sensenig-Dobbous: Von Metternich zum EU Beitritt. Reichsfremde, Staatsfremde und Drittausländer. Immigration und Einwanderungspolitik in Österreich. Salzburg 1998 (pdf, 2,3 MB)
- E. Pircher und Eugene Sensenig-Dabbous: Sieben Schritte zur Gleichstellung, Gleichbehandlung und Vereinbarkeit von Männern und Frauen im Betrieb, Handbuch für Arbeitgeberinnen und Arbeitgebern. Büro für Frauenangelegenheiten (MA57), Wien 2001.
- Eugene Sensenig-Dabbous: Will the Real Almásy Please Stand Up! Transporting Central European Orientalism via The English Patient. In: Comparative Studies of South Asia, Africa and the Middle East. Band 24, Nr. 2, 2004 (online).
- Guita G. Hourani und Eugene Sensenig-Dabbous: Insecurity, Migration and Return. The Case of Lebanon following the Summer 2006 War. 2007 (pdf, 565 kB)